# Каргалинское сельское поселение (Тюменская область)
Каргалинское се́льское поселе́ние — муниципальное образование в Викуловском районе Тюменской области Российской Федерации.
Административный центр — село Каргалы.

## История
Статус и границы сельского поселения установлены Законом Тюменской области от 5 ноября 2004 года № 263 «Об установлении границ муниципальных образований Тюменской области и наделении их статусом муниципального района, городского округа и сельского поселения».

## Население
| 2010 | 2011 | 2012 | 2013 | 2014 | 2015 | 2016 |
| ---- | ---- | ---- | ---- | ---- | ---- | ---- |
| 945  | ↘944 | ↘934 | ↘930 | ↘906 | ↘888 | ↘854 |
| 2017 | 2018 | 2019 | 2020 | 2021 |      |      |
| ↘845 | ↗852 | ↘838 | →838 | ↘817 |      |      |

## Состав сельского поселения
| № | Населённый пункт | Тип населённого пункта       | Население |
| - | ---------------- | ---------------------------- | --------- |
| 1 | Бобры            | село                         | 59        |
| 2 | Каргалы          | село, административный центр | 832       |
| 3 | Серебрянка       | село                         | 54        |